# Ghirza
Ghirza is een inheemse nederzetting aan de Limes Tripolitanus, de zuidelijke rijksgrens van het Romeinse Rijk. De archeologische monumenten behoren tot de voornaamste van Libië.

## Ontstaan
In 202 gelastte de Romeinse keizer Septimius Severus de aanleg van drie forten (Ghadames, Gheriat el-Garbia en Bu Njem) om Tripolitana te verdedigen tegen de inheemse Garamanten. Tegelijk liet hij de wadi's tot ontginning brengen door er dammen en sluizen in te bouwen. Tot de nieuwe nederzettingen behoorde Ghirza.

## Beschrijving
De nederzetting ligt aan de samenvloeiing van de Wadi Zemzem en de Wadi Ghirza, en bestaat uit verschillende onderdelen. In de eerste plaats is er de eigenlijke nederzetting, gedomineerd door twee immense centenaria. Omdat er ook twee necropolen zijn, is wel aangenomen dat Ghirza werd bewoond door twee clans.
De noordelijke necropool telde ooit de mausolea van zeven generaties van de familie Marchius, waarvan er drie puntgaaf bewaard zijn. Ze zijn van het zogenaamde "tempeltype" (zie afbeelding) en dateren uit de late derde, vierde en vroege vijfde eeuw. De graven van de zuidelijke necropool -minstens zeven, mogelijk meer- zijn van het naaldtype, dat wil zeggen dat ze lijken op obelisken. Langs de Wadi Ghirza zijn enkele centenaria te zien, alsmede een versterking.

## Kunsthistorische betekenis
De decoratie van de grafmonumenten is een interessante combinatie van inheemse en Romeinse kunst en vertoont de activiteiten waarmee de mensen zich in leven hielden: akkerbouw, jacht, karavaanhandel en het transport van slaven. Ook zijn muzikanten afgebeeld. De inscripties suggereren dat de bewoners allemaal een dubbele naam droegen die bestond uit een Latijns en een Libisch element. De stijl is aansprekend:
"De decoraties op de graven ogen wat onbeholpen. Dit is niet de gelikte klassieke sculptuur uit de handboeken kunstgeschiedenis; hier werkten kunstenaars die een eigen vormentaal schoepen, deels Libisch, deels Romeins. Grover dan de klassieke kunst misschien, maar authentieker, interessanter, krachtiger, origineler."

## Monumentenbeheer
Sinds de instorting van de waterwerken van de Limes Tripolitanus ligt Ghirza in de woestijn, waar niemand was om de stenen te gebruiken voor andere doeleinden. De stad is daardoor buitengewoon goed bewaard gebleven. De enige bescherming die de ruïnes genieten is een roestig hek om de noordelijke necropool. Enkele monumenten zijn daarom overgebracht naar musea. Graf-G uit de zuidelijke necropool is bijvoorbeeld te zien in het Nationaal Archeologisch Museum in Tripoli. De decoratie van enkele mausolea is overgebracht naar de musea van Lepcis Magna en Bani Walid.